# Mike Plant
Mike Plant, né le 28 novembre 1950 dans le Minnesota et disparu en mer à l'automne 1992, est un navigateur américain. Il disparaît en voulant rejoindre le départ de la course du Vendée Globe de 1992,,.

## Biographie
Mike Plant commence la pratique de la voile à l'âge de 9 ans sur le lac Minnetonka, dans le Minnesota. À l'âge de 12 ans  il gagne une régate organisé par un club de voile. Il gagna une course en X One-Design[Quand ?].
Pour sa première course en solitaire, il remporte le BOC Challenge dans la classe II avec le 50 pieds Airco Distributors.
En 1989, il participe au Vendée Globe sur le 60 pieds Duracell. Il n'est pas classé car il a reçu assistance : arrêté dans une baie de l'île Stewart en Nouvelle-Zélande, son ancre chasse et, risquant d'être drossé à la côte, il est aidé par une équipe de scientifiques.
En 1990, Mike Plant termine quatrième de son second BOC Challenge, à bord de Duracell.
En 1992, il construit un nouveau 60 pieds, Coyote, pour participer au Vendée Globe. En voulant rejoindre le départ de la course, il disparaît après avoir quitté New York le 16 octobre. Sa balise de détresse est déclenchée le 27 octobre mais, celle-ci n'étant pas enregistrée, aucune recherche n'est entreprise par les garde-côtes américains avant le 6 novembre, relayées par le Cross Étel. Après d'intensives mais infructueuses recherches interrompues le 25 novembre, Coyote est finalement repéré chaviré le 29 novembre à 460 milles au nord des Açores. Le bulbe de la quille a disparu, faisant irrémédiablement chavirer le 60 pieds.